# Катихін Едуард
Едуа́рд Кати́хін (1973) — художник і ілюстратор студії Лебедєва, часто працює з пластиліном.

## Біографічні відомості
Народився в 1973 році поблизу від Курчатовської АЕС.
Закінчив відділення графіки на факультеті дизайну Харківського художньо-промислового інституту, а також Курський педагогічний інститут.
Брав участь більш ніж в 25-ти групових міжнародних виставках карикатури і графіки. Перемагав у міжнародному конкурсі карикатур, що проводився у Бельгії і конкурсі «Найкраща фотоісторія», MTV, Росія. У 2006 році на фестивалі коміксів «КомМиссия» персонаж Катихіна був вибором компанії «URBANVYNIL» за найкращого персонажа. У 2008 році на міжнародному фестивалі реклами «Каннські леви» отримав приз Silver Lions / Press Lions[1].
Одна з найтиражованіших робіт Катихіна — обкладинка альбому гурту «Ногу свело», під назвою «Щаслива, тому що вагітна: Зелений альбом» (Счастлива, потому что беременна: Зелёный альбом). Роботи Катихіна представлені в Московському музеї сучасного мистецтва, а також в приватних колекціях.